# Karate la Jocurile Olimpice de vară din 2020 - 67 kg (masculin)
Proba de karate categoria 67 de kg masculin de la Jocurile Olimpice de vară din 2020 de la Tokyo a avut loc la data de 5 august 2021, la Nippon Budokan.

## Program
Orele sunt ora Japoniei (UTC+9) 
| Data               | Timp        | Etapă             |
| ------------------ | ----------- | ----------------- |
| Joi, 5 august 2021 | 12:05       | Grupe             |
| Joi, 5 august 2021 | 20:05 20:40 | Semifinale Finala |

## Formatul competiției
Competiția a început cu o etapă tip turneu cu două grupe, urmată de o singură etapă de eliminare. Fiecare grupă a fost formată din cinci sportivi, sportivul care a terminat primul în grupa A urma să întâlnească sportivul care a terminat al doilea în grupa B în semifinale și viceversa. Nu au existat meciuri pentru medalia de bronz la evenimentele de kumite. Cei care au pierdut semifinalele au primit fiecare o medalie de bronz.
Cu toate acestea, includerea unui sportiv EOR a făcut ca acest eveniment să aibă 11 concurenți. Drept urmare, grupa B a avut șase concurenți.

## Rezultate

### Grupe

#### Grupa A
| L | Sportiv                   | J | V | Î | P | Calificare          |
| - | ------------------------- | - | - | - | - | ------------------- |
| 1 | Darkhan Assadilov (KAZ)   | 4 | 4 | 0 | 8 | Semifinale          |
| 2 | Eray Șamdan (TUR)         | 4 | 3 | 1 | 6 | Semifinale          |
| 3 | Ali El-Sawy (EGY)         | 4 | 1 | 3 | 2 | Puncte câștigate: 6 |
| 4 | Naoto Sago (JPN)          | 4 | 1 | 3 | 2 | Puncte câștigate: 5 |
| 5 | Firdovsi Farzaliyev (AZE) | 4 | 1 | 3 | 2 | Puncte câștigate: 4 |

#### Grupa B
| L | Sportiv                      | J | V | Î | P | Calificare |
| - | ---------------------------- | - | - | - | - | ---------- |
| 1 | Abdelrahman Al-Masatfa (JOR) | 4 | 4 | 0 | 8 | Semifinale |
| 2 | Steven Da Costa (FRA)        | 4 | 3 | 1 | 6 | Semifinale |
| 3 | Hamoon Derafshipour (EOR)    | 4 | 2 | 2 | 4 |            |
| 4 | Kalvis Kalniņš (LAT)         | 4 | 1 | 3 | 2 |            |
| 5 | Andrés Madera (VEN)          | 4 | 0 | 4 | 0 |            |
| 6 | Angelo Crescenzo (ITA)       | 0 | 0 | 0 | 0 | Retras     |

### Runda eliminatorie
|  | Semifinale                   | Semifinale        |                       |   | Finala | Finala |
|  |                              |                   |                       |   |        |        |
|  |                              |                   |                       |   |        |        |
|  |                              |                   |                       |   |        |        |
|  | Darkhan Assadilov (KAZ)      | 2                 |                       |   |        |        |
|  | Darkhan Assadilov (KAZ)      | 2                 |                       |   |        |        |
|  | Steven Da Costa (FRA)        | 5                 |                       |   |        |        |
|  | Steven Da Costa (FRA)        | 5                 | Steven Da Costa (FRA) | 5 |        |        |
|  |                              |                   | Steven Da Costa (FRA) | 5 |        |        |
|  |                              | Eray Șamdan (TUR) | 0                     |   |        |        |
|  | Abdelrahman Al-Masatfa (JOR) | Eray Șamdan (TUR) | 0                     | 0 |        |        |
|  | Abdelrahman Al-Masatfa (JOR) |                   |                       | 0 |        |        |
|  | Eray Șamdan (TUR)            | 2                 |                       |   |        |        |
|  | Eray Șamdan (TUR)            | 2                 |                       |   |        |        |